# Sant'Orsola Terme
Sant'Orsola Terme é uma comuna italiana da região do Trentino-Alto Ádige, província de Trento, com cerca de 906 habitantes. Estende-se por uma área de 15 km², tendo uma densidade populacional de 60 hab/km². Faz divisa com Bedollo, Baselga di Piné, Palù del Fersina, Fierozzo, Frassilongo e Pergine Valsugana.